# Sundsjöhöjden
Sundsjöhöjden är ett naturreservat i Kramfors kommun i Västernorrlands län.
Området är naturskyddat sedan 2016 och är 48 hektar stort. Reservatet omfattar större delen av Sundsjöhöjden och består av grandominerad naturskog med inslag av glasbjörk.